# Motociklistična Velika nagrada Francije
Motociklistična Velika nagrada Francije je motociklistična dirka svetovnega prvenstva od sezone 1951.

## Zmagovalci
Roza ozadje označuje dirke, ki niso štele za motociklistično prvenstvo.
| Sezona | Dirkališče       | 80 cm3               | 125 cm3/Moto3       | 250 cm3              | 350 cm3/Moto2       | 500 cm3/MotoGP    | Poročilo |
| ------ | ---------------- | -------------------- | ------------------- | -------------------- | ------------------- | ----------------- | -------- |
| 2022   | Le Mans          |                      | Jaume Masià         | Augusto Fernández    |                     | Enea Bastianini   | Poročilo |
| 2021   | Le Mans          |                      | Sergio García       | Raúl Fernández       |                     | Jack Miller       | Poročilo |
| 2020   | Le Mans          |                      | Celestino Vietti    | Sam Lowes            |                     | Danilo Petrucci   | Poročilo |
| 2019   | Le Mans          |                      | John McPhee         | Álex Márquez         |                     | Marc Márquez      | Poročilo |
| 2018   | Le Mans          |                      | Albert Arenas       | Francesco Bagnaia    |                     | Marc Márquez      | Poročilo |
| 2017   | Le Mans          |                      | Joan Mir            | Franco Morbidelli    |                     | Maverick Viñales  | Poročilo |
| 2016   | Le Mans          |                      | Brad Binder         | Álex Rins            |                     | Jorge Lorenzo     | Poročilo |
| 2015   | Le Mans          |                      | Romano Fenati       | Thomas Lüthi         |                     | Jorge Lorenzo     | Poročilo |
| 2014   | Le Mans          |                      | Jack Miller         | Mika Kallio          |                     | Marc Márquez      | Poročilo |
| 2013   | Le Mans          |                      | Maverick Viñales    | Scott Redding        |                     | Dani Pedrosa      | Poročilo |
| 2012   | Le Mans          |                      | Louis Rossi         | Thomas Luthi         |                     | Jorge Lorenzo     | Poročilo |
| 2011   | Le Mans          |                      | Maverick Viñales    | Marc Márquez         |                     | Casey Stoner      | Poročilo |
| 2010   | Le Mans          |                      | Pol Espargaró       | Toni Elías           |                     | Jorge Lorenzo     | Poročilo |
| 2009   | Le Mans          |                      | Julián Simón        | Marco Simoncelli     |                     | Jorge Lorenzo     | Poročilo |
| 2008   | Le Mans          |                      | Mike Di Meglio      | Alex Debón           |                     | Valentino Rossi   | Poročilo |
| 2007   | Le Mans          |                      | Sergio Gadea        | Jorge Lorenzo        |                     | Chris Vermeulen   | Poročilo |
| 2006   | Le Mans          |                      | Thomas Lüthi        | Yuki Takahashi       |                     | Marco Melandri    | Poročilo |
| 2005   | Le Mans          |                      | Thomas Lüthi        | Daniel Pedrosa       |                     | Valentino Rossi   | Poročilo |
| 2004   | Le Mans          |                      | Andrea Dovizioso    | Daniel Pedrosa       |                     | Sete Gibernau     | Poročilo |
| 2003   | Le Mans          |                      | Daniel Pedrosa      | Toni Elias           |                     | Sete Gibernau     | Poročilo |
| 2002   | Le Mans          |                      | Lucio Cecchinello   | Fonsi Nieto          |                     | Valentino Rossi   | Poročilo |
| 2001   | Le Mans          |                      | Manuel Poggiali     | Daijiro Kato         |                     | Max Biaggi        | Poročilo |
| 2000   | Le Mans          |                      | Youichi Ui          | Tohru Ukawa          |                     | Álex Crivillé     | Poročilo |
| 1999   | Paul Ricard      |                      | Roberto Locatelli   | Tohru Ukawa          |                     | Álex Crivillé     | Poročilo |
| 1998   | Paul Ricard      |                      | Kazuto Sakata       | Tetsuya Harada       |                     | Álex Crivillé     | Poročilo |
| 1997   | Paul Ricard      |                      | Valentino Rossi     | Tetsuya Harada       |                     | Michael Doohan    | Poročilo |
| 1996   | Paul Ricard      |                      | Stefano Perugini    | Max Biaggi           |                     | Michael Doohan    | Poročilo |
| 1995   | Le Mans          |                      | Haruchika Aoki      | Ralf Waldmann        |                     | Michael Doohan    | Poročilo |
| 1994   | Le Mans          |                      | Noboru Ueda         | Loris Capirossi      |                     | Michael Doohan    | Poročilo |
| 1992   | Magny-Cours      |                      | Ezio Gianola        | Loris Reggiani       |                     | Wayne Rainey      | Poročilo |
| 1991   | Paul Ricard      |                      | Loris Capirossi     | Loris Reggiani       |                     | Wayne Rainey      | Poročilo |
| 1990   | Le Mans          |                      | Hans Spaan          | Carlos Cardus        |                     | Kevin Schwantz    | Poročilo |
| 1989   | Le Mans          |                      | Jorge Martinez      | Carlos Cardus        |                     | Eddie Lawson      | Poročilo |
| 1988   | Paul Ricard      |                      | Jorge Martinez      | Jacques Cornu        |                     | Eddie Lawson      | Poročilo |
| 1987   | Le Mans          |                      | Fausto Gresini      | Reinhold Roth        |                     | Randy Mamola      | Poročilo |
| 1986   | Paul Ricard      |                      | Luca Cadalora       | Carlos Lavado        |                     | Eddie Lawson      | Poročilo |
| 1985   | Le Mans          | Angel Nieto          | Ezio Gianola        | Freddie Spencer      |                     | Freddie Spencer   | Poročilo |
| 1984   | Paul Ricard      |                      | Angel Nieto         | Anton Mang           |                     | Freddie Spencer   | Poročilo |
| 1983   | Le Mans          | Stefan Dörflinger    | Ricardo Tormo       | Alan Carter          |                     | Freddie Spencer   | Poročilo |
| 1982   | Nogaro           |                      | Jean-Claude Selini  | Jean-Louis Tournadre | Jean-François Baldé | Michel Frutschi   | Poročilo |
| 1981   | Paul Ricard      |                      | Angel Nieto         | Anton Mang           |                     | Marco Lucchinelli | Poročilo |
| 1980   | Paul Ricard      |                      | Angel Nieto         | Kork Ballington      | Jon Ekerold         | Kenny Roberts     | Poročilo |
| 1979   | Le Mans          | Eugenio Lazzarini    | Guy Bertin          | Kork Ballington      | Patrick Fernandez   | Barry Sheene      | Poročilo |
| 1978   | Nogaro           |                      | Pier Paolo Bianchi  | Greg Hansford        | Greg Hansford       | Kenny Roberts     | Poročilo |
| 1977   | Paul Ricard      |                      | Pier Paolo Bianchi  | Jon Ekerold          | Takazumi Katayama   | Barry Sheene      | Poročilo |
| 1976   | Le Mans          | Herbert Rittberger   |                     | Walter Villa         | Walter Villa        | Barry Sheene      | Poročilo |
| 1975   | Paul Ricard      |                      | Kent Andersson      | Johnny Cecotto       | Johnny Cecotto      | Giacomo Agostini  | Poročilo |
| 1974   | Clermont-Ferrand | Henk van Kessel      | Kent Andersson      |                      | Giacomo Agostini    | Phil Read         | Poročilo |
| 1973   | Paul Ricard      |                      | Kent Andersson      | Jarno Saarinen       | Giacomo Agostini    | Jarno Saarinen    | Poročilo |
| 1972   | Clermont-Ferrand |                      | Gilberto Parlotti   | Phil Read            | Giacomo Agostini    | Giacomo Agostini  | Poročilo |
| 1970   | Le Mans          | Angel Nieto          | Dieter Braun        | Rodney Gould         |                     | Giacomo Agostini  | Poročilo |
| 1969   | Le Mans          | Aalt Toersen         | Jean Auréal         | Santiago Herrero     |                     | Giacomo Agostini  | Poročilo |
| 1967   | Clermont-Ferrand | Yoshimi Katayama     | Bill Ivy            | Bill Ivy             |                     |                   | Poročilo |
| 1966   | Clermont-Ferrand |                      |                     | Mike Hailwood        | Mike Hailwood       |                   | Poročilo |
| 1965   | Clermont-Ferrand | Ralph Bryans         | Hugh Anderson       | Phil Read            |                     |                   | Poročilo |
| 1964   | Clermont-Ferrand | Hugh Anderson        | Luigi Taveri        | Phil Read            |                     |                   | Poročilo |
| 1963   | Clermont-Ferrand | Hans-Georg Anscheidt | Hugh Anderson       |                      |                     |                   | Poročilo |
| 1962   | Clermont-Ferrand | Jan Huberts          | Kunimitsu Takahashi | Jim Redman           |                     |                   | Poročilo |
| 1961   | Clermont-Ferrand |                      | Tom Phillis         | Tom Phillis          |                     | Gary Hocking      | Poročilo |
| 1960   | Clermont-Ferrand |                      |                     |                      | Gary Hocking        | John Surtees      | Poročilo |
| 1959   | Clermont-Ferrand |                      |                     |                      | John Surtees        | John Surtees      | Poročilo |
| 1958   | Pau              |                      |                     |                      | Jacques Collot      | Jacques Collot    | Poročilo |
| 1955   | Reims            |                      | Carlo Ubbiali       |                      | Duilio Agostini     | Geoff Duke        | Poročilo |
| 1954   | Reims            |                      |                     | Werner Haas          | Pierre Monneret     | Pierre Monneret   | Poročilo |
| 1953   | Rouen            |                      |                     |                      | Fergus Anderson     | Geoff Duke        | Poročilo |
| 1952   | Albi             |                      | Georges Burgraff    | Fergus Anderson      | Jack Brett          | Jack Brett        | Poročilo |
| 1951   | Albi             |                      |                     | Bruno Ruffo          | Geoff Duke          | Alfredo Milani    | Poročilo |
| 1949   | Saint-Gaudens    |                      |                     | Fergus Anderson      | David Whitworth     | Leslie Graham     | Poročilo |
| 1939   | Reims            |                      |                     | Ewald Kluge          | Heiner Fleischmann  | John White        | Poročilo |
| 1938   | Reims            |                      |                     | Ewald Kluge          | Roger Loyer         | Georges Cordey    | Poročilo |
| 1937   | Montlhéry        |                      | "Dickwell"          | Roger Loyer          | E A (Ted) Mellors   | E A (Ted) Mellors | Poročilo |
| 1936   | Saint-Gaudens    |                      | Henry Nougier       | Georges Monneret     | E A (Ted) Mellors   | Ragnar Sunnqvist  | Poročilo |
| 1935   | Montlhéry        |                      | Jean Térigi         | Ove Lambert-Meuller  | Carl Bagenholm      | René Milhoux      | Poročilo |
| 1933   | Dieppe           |                      | Eric Fernihough     | Charlie Manders      | Jimmie Simpson      | Percy Hunt        | Poročilo |
| 1932   | Reims            |                      | Eric Fernihough     | Leo Davenport        | Jimmie Simpson      | Stanley Woods     | Poročilo |
| 1931   | Montlhéry        |                      | Eric Fernihough     | Graham Walker        | Ernie Nott          | Percy Hunt        | Poročilo |
| 1930   | Pau              |                      | Eric Fernihough     | E A (Ted) Mellors    | Freddie Hicks       | Stanley Woods     | Poročilo |
| 1929   | Le Mans          |                      | Albert Sourdot      | Syd Crabtree         | Freddie Hicks       | Charlie Dodson    | Poročilo |
| 1928   | Bordeaux         |                      | Marcel Jolly        | Syd Crabtree         |                     | Stanley Woods     | Poročilo |
| 1927   | Saint-Gaudens    |                      | Albert Sourdot      | Syd Crabtree         | Frank Longman       | Joe Craig         | Poročilo |
| 1926   | Strasbourg       |                      | Lucien Lemasson     | Syd Crabtree         | Jean Roland         | Alec Bennett      | Poročilo |
| 1925   | Montlhéry        |                      | Albert Sourdot      | Jean Roland          | J. Stevens          | Jimmie Simpson    | Poročilo |
| 1924   | Lyon             |                      | Albert Sourdot      | Paul Meunier         | Frank Longman       | Alec Bennett      | Poročilo |
| 1923   | Tours            |                      |                     | Geoff Davison        | Frank Longman       | Jim Whalley       | Poročilo |
| 1922   | Strasbourg       |                      |                     | Geoff Davison        | Erminio Visioli     | Alec Bennett      | Poročilo |
| 1921   | Le Mans          |                      |                     | "Vernisse"           | Paul Meunier        | Alec Bennett      | Poročilo |
| 1920   | Le Mans          |                      |                     | Marcel Mourier       | Kenelm Bartlett     | Georges Jolly     | Poročilo |